# ウィリアム・ペニー
ペニー男爵、ウィリアム・ジョージ・ペニー（William George Penney, Baron Penney、OM（メリット勲章・Order of Merit）、KBE（名誉大英帝国勲章・Honorary Knight Commander of the Most Excellent Order of the British Empire)、FRS（王立協会フェロー・Fellowship of the Royal Society）、FRSE（エジンバラ王立協会のフェローシップ・Fellowship of the Royal Society of Edinburgh）、1909年6月24日 - 1991年3月3日）は、イギリスの数学者であり、インペリアル・カレッジ・ロンドンの数理物理学の教授であり、後にインペリアル・カレッジ・ロンドンの学長を務めた。親しい友人間ではビル・ペニー（Bill Penney）と呼ばれた。

## 人物
ペニーは第二次世界大戦中の1942年に開始されたイギリスの秘密の核計画である高性能爆薬研究にかかわり、主導的な役割を果たした。そして、それは1952年にイギリスによる最初の原子爆弾製造・爆発実験を成功に導いた。第二次世界大戦中、ロスアラモス研究所でマンハッタン計画に取り組んだイギリス代表団の長として、ペニーは当初、原子爆弾の爆風によって発生する被害の影響を予測するための計算を行った。1945年8月9日、B-29爆撃機・ビッグ・スティンクにイギリスからのオブザーバーとしてイギリス空軍（RAF）のレナード・チェシャー大佐とともに搭乗し、テニアン島から出発し、長崎市への原子爆弾投下を上空から観察した。戦後すぐに被爆地の広島・長崎を訪れ、被爆状況を調査し、爆発規模を計算し発表した。
帰国後、ペニーはイギリス核兵器局(コードネーム「チューブ・アロイズ」)を指揮し、核兵器研究所で科学研究を指揮し、1952年にハリケーン作戦でイギリスにとっては初の核爆弾を爆発させた。実験の後、ペニーは新しい英国原子力公社（UKAEA：United Kingdom Atomic Energy Authority）のチーフアドバイザーになった。彼は後に当局の議長を務め、部分的核実験禁止条約で核実験を管理するための国際交渉で活躍した。
ペニーの注目すべき科学的貢献には、衝撃波と重力波の両方における複雑な波動力学の数学が含まれ、流体力学（材料科学と冶金学で主要な役割を果たす）の最適化問題と解決策を提案した。晩年、ペニーは数学と物理学で講義を行った。彼は1967年から1973年までインペリアル・カレッジ・ロンドンの学長を務めた。彼の研究成果は、クローニッヒ・ペニーモデルとして知られている。彼は1991年に癌と診断され、1991年3月3日にイギリスにあるイーストヘンドレッドの自宅で亡くなった。享年81歳だった。

## 幼少期と教育
ウィリアム・ジョージ・ペニーは、1909年6月24日にジブラルタルで、当時海外で奉仕していたイギリス陸軍兵器隊の曹長であるウィリアム・アルフレッド・ペニーと、結婚前にレジ係として働いていたブランチ・エブリン・ジョンソンの長男で一人息子として生まれた。
彼の両親は頻繁に動き回ったが、ペニーはいつも彼らに同行したわけではない。第一次世界大戦の勃発後ペニーおよび彼の母親、姉妹はケント州シアネスに移り、そこで小学校に通った。その後、彼はコルチェスター近くの学校に通い、最後に1924年から1926年までシアネス男子技術学校に通い、そこで科学の才能を発揮した。彼はボクシングと陸上競技に参加し、学校の100ヤード（91 m）競争で優勝した。彼はクリケットもプレーし、学校のフットボール（サッカー）チームのセンターフォワードだった。
1927年、ペニーの科学への情熱は彼を地元の科学研究所に就職させた、そこで彼は実験室助手として週に10シリング(2021年の価値で32ポンドに相当　5000円程度)で働いた。これは彼がケント州の奨学金とインペリアル・カレッジ・ロンドンの構成大学であるロイヤル・カレッジ・オブ・サイエン（RCS）への王立奨学金を得るのに役立った。彼はRCSサッカーチームでセンターフォワードとしてプレーした。彼はコースの最初の年をスキップすることを許可され、1929年に卒業し、20歳で最優秀で数学の理学士号を取得した。彼の才能は、理学部の数学知事賞によって認められた。
ペニーはロンドン大学で研究職に就き、そこで博士号に備えて勉強した。彼はオランダのフローニンゲン大学で1学期を過ごし、そこでラルフ・クローニッヒと仕事をした。一緒に、彼らは周期場での電子の運動を記述するクローニッヒ・ペニーモデルを開発した。
ペニーは1931年に数学の博士号（PhD）を授与された。彼は連邦基金フェローシップを受け入れて米国に旅行し、ウィスコンシン大学マディソン校の外国人研究員になり、ジョンH.ヴァンヴレックに師事し、修士号を授与された。米国滞在中、彼はカリフォルニア工科大学のカール・アンダーソンの研究室とカリフォルニア大学にあったアーネスト・ローレンスの放射線研究所を訪れた。彼はニューメキシコ州のロバート・オッペンハイマーの牧場のゲストになった。また、ベーブ・ルースが野球をするのを見たり、1932年のロサンゼルスオリンピックの観客となったりした。
1933年にイギリスに戻ると、ペニーはトリニティ・カレッジに通うための1851年の展示会奨学金を与えられた 。彼は数学のキャリアを物理学に変え、ジョン・レナード=ジョーンズと金属の構造と結晶の磁気特性について徹底的な研究と理論的調査を行った。1935年に、ペニーは結晶の物理学への量子力学の応用における基本的な研究を含む彼の最終論文を提出した。ケンブリッジ大学は彼に1935年に博士号を、1936年に数理物理学の理学博士号を授与した。1936年、彼はケンブリッジのペンブルック・カレッジのストークス学生奨学生に選出されたが、同じ年にロンドンに戻り、1936年から1945年まで務めたインペリアル・カレッジ・ロンドンの数学の教授に任命された。1935年7月27日、ペニーはシアネス時代から知っていたケント州の大学生であるアデル・ミニー・エルムズと結婚した。彼らには、1938年に生まれたマーティンと1941年に生まれたクリストファーの2人の息子がいた。

## 第二次世界大戦

### フィセックス（Physex）
ペニーは科学的な戦争活動に貢献できると登録したが、1939年9月に第二次世界大戦が勃発してから数か月間何も聞かなかった。その後、彼はジェフリー・テイラーからアプローチされた。テイラーは流体力学の専門家であり、爆発の影響に関して政府機関から、たくさんの質問を受けていた。しかし、彼は答える時間より爆発の効果を調べることを重要視した。彼はペニーに水中爆発の挙動を調査できるかどうか尋ねた。ペニーは爆発物の物理学委員会（Physex：Physics of Explosives Committee）のメンバーになり、もうひとつの別の委員会であるアンデックス委員（Undex：Underwater explosion、水中爆発）にその結果を報告した。この委員会は、海軍本部が運営し、機雷、魚雷、爆雷などによって引き起こされる水中爆発と、それらが船や潜水艦の船体に与える影響に関心を持っていた。水中爆発に関するデータの大半は第一次世界大戦のものであった。
ペニーは英国海軍の技術者たちとともに、ボンバルドン防波堤の設計と開発を監督した。この防波堤は、D-デイ侵攻（ノルマンディ上陸作戦）のあと、ノルマンディー海岸に設置されたマルベリー港の一部をなす鋼鉄構造物であった。
これらの移動式防波堤は、上陸用舟艇と軍隊を大西洋の大波（うねり）から保護した。ペニーの仕事は、この防波堤に対する波の影響を計算し、それらの最も効率的な配置を考案することだった。

### マンハッタン計画

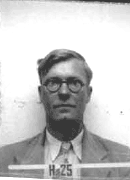
アメリカのロスアラモス国立研究所からペニーの身分証明書（IDバッジ）写真

1943年8月のケベック協定は、原子爆弾の開発を目的としたアメリカのマンハッタン計画に対するイギリスの支援を規定した。海軍本部とインペリアル・カレッジ・ロンドンが反対したにもかかわらず、ペニーは、爆発とその影響に関する専門知識が求められていたニューメキシコ州のマンハッタン計画のロスアラモス研究所（当時「プロジェクトY」と呼ばれていた。現・ロスアラモス国立研究所）のイギリスの科学者チーム（英国派遣団　British Mission）に参加するよう派遣された。イギリスはマンハッタン計画に重要な専門知識を提供することによって様々な形で貢献した。ロスアラモスでは、ペニーは彼の科学的才能、そしてまた彼のリーダーシップの資質と他の人と調和して働く能力で認められた。彼の到着から数週間以内に、彼はプログラムの方向性について重要な決定を下す科学者の中心的グループに追加された。
マンハッタン計画の指揮官であるレスリー・グローブス少将は後に次のように書いている。
プロジェクトの全期間を通じて、重要な決定は、最も適切な助言を与えてくれると思われた人物と、最も慎重に検討し、議論した後に行なわれた。一般的に、この作戦では、オッペンハイマー、ジョン・フォン・ノイマン、ペニー、ウィリアム・S・パーソンズ、ノーマン・ラムゼーだった。ロスアラモスでのペニーの任務の1つは、原子爆弾の爆風による被害の影響を予測することだった。ロスアラモスに到着して間もなく、彼はこのテーマについて講演を行った。マンハッタン計画の科学者であるルドルフ・パイエルスは、次のように回想した。彼は到着後すぐに、爆風が人に与える影響について、アメリカの聴衆が慣れていない多くのぞっとする恐ろしい詳細を含む講演を行った。彼はいつものように陽気な態度でこれらを発表したため、しばらくの間、「微笑む殺人者（スマイリング・キラー）」という俗称を持つようになった。

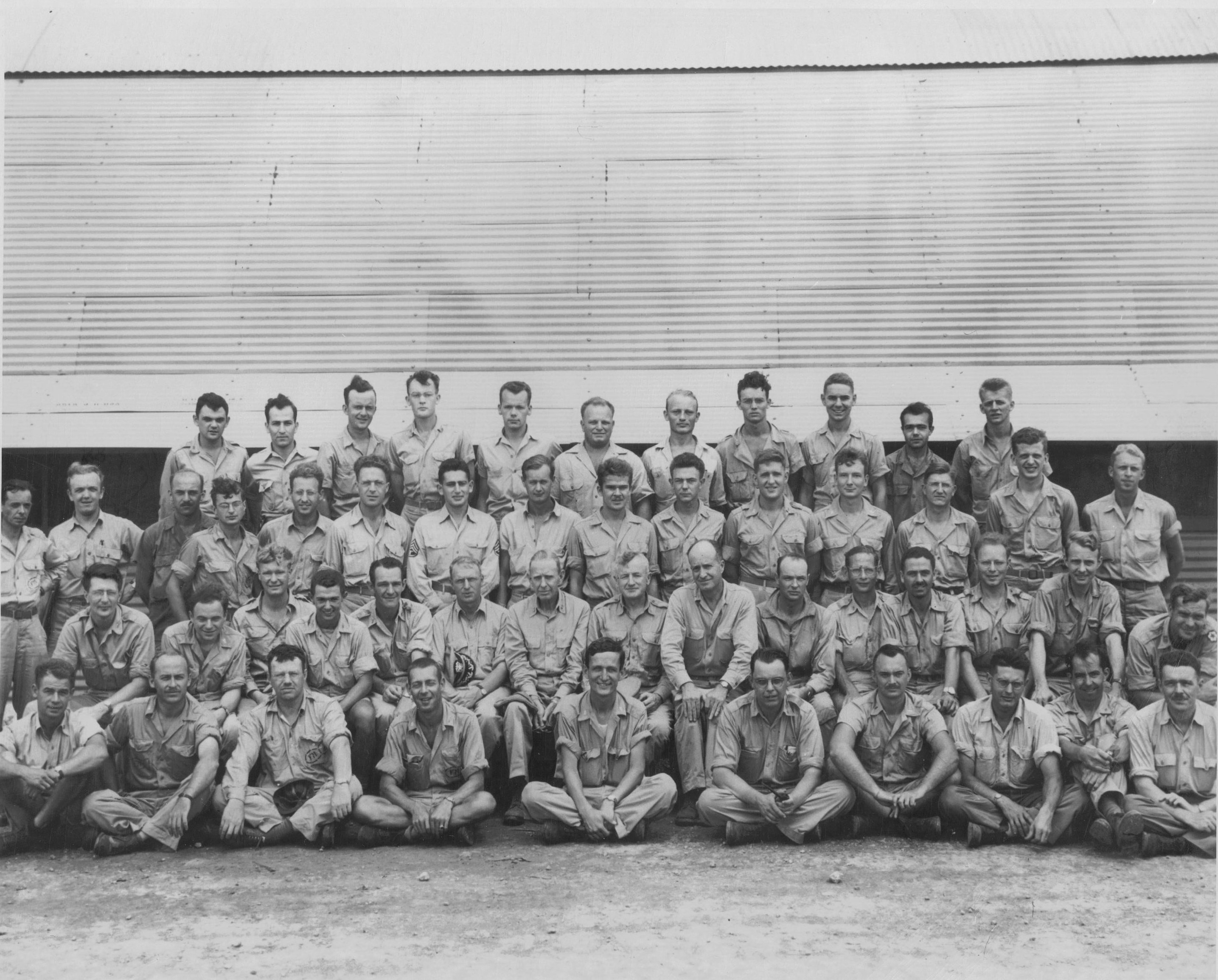
プロジェクト アルバータ。 ペニーは前から2列目、左から3人目。

ペニーの妻は、二男のクリストファーの誕生後、産後うつ病から回復することはなく、1945年4月18日に亡くなった。彼は看護師のジョーン・クエンネルに子どもたちの世話をするように手配した。彼は家に帰りたかったが、グローブスはワシントンD.C.のマンハッタン計画へのイギリスの連絡係であるジェームズ・チャドウィックに、ペニーはプロジェクトにとって重要すぎて解放できないと語った。1945年4月27日、ペニーは目標選択会議のためにワシントンに行った。彼は、火の玉が地球に触れないようにしながら、最適な破壊効果を確実にし、それによって地上での恒久的な放射能汚染を回避する爆発の高さについてアドバイスを与えた。委員会は17のリストから4つの都市を選んだ。

### トリニティ実験
トリニティ実験では、上空からの観測のために2機のB-29爆撃機がアルバカーク地区のカークランド飛行場に準備された。ペニーはそのうちの一機に搭乗して上空から爆発を観察する予定であった。しかし、当日の朝、彼が乗る予定の観測機は悪天候のため飛ばなかった。そのため彼は実験に立ち会えなかった。
ペニーはこの委員会の中で、死傷者と被害の影響を予測しようとした。しかし、爆弾の正確なエネルギーが不明だったため、これは困難だった。5日後、ペニーはこのトリニティ実験の結果についてプレゼンテーションを行い、その間に爆弾が3〜40万人の都市を平らにするだろうと予測した。

### テニアン島、長崎原爆
7月20日、ペニーは、原子爆弾を組み立てた科学者と軍人のグループであるアルバータ計画の一環としてテニアン島に行った。ワシントンのイギリス統合参謀本部のイギリス空軍（RAF）グループキャプテン、レナード・チェシャー大佐とともに、彼はイギリスを代表した。アメリカ当局は広島への爆撃を観察することを許されなかったが、ワシントンのチャドウィックに訴えた後、彼らは2番目の任務に同行することを許された。
1945年8月9日、ペニーはB-29観測機ビッグスティンクでチェシャーと一緒に飛行した。ビッグスティンクは爆撃機ボックスカーとグレート・アーティストの2機とのランデブーを逃したが、単独一機で小倉へ向かった。10時過ぎに到着、小倉では、投下が行われていないのを確認し、長崎へ向かった。長崎へ到着直後、爆発の閃光を目撃した。
B-29　ビッグスティンクのコックピットで原爆爆発の閃光と立ち上るキノコ雲を見終わったチェシャー大佐は、爆弾倉の後方にあるコンパートメントに戻った。そこにはペニーが待っていた。チェシャー大佐はドイツに対して100回以上の爆撃を行い、イギリスを勝利に導いた英雄のひとりであった。その彼が原爆の威力に驚いている姿を見たペニーは、「それはこれから来る爆弾に比べると、ただの起爆装置だ。」と言った。チェシャー大佐は驚いたが理解を超えていたので質問しなかった。後年、それは水素爆弾のことだったことを知った。B-29ビッグスティンクは、燃料不足もあり、写真撮影・動画映像記録後、2機（B-29ボックスカーとグレートアーティスト）を追って沖縄・読谷飛行場へ向かった。3機はそこで燃料補給を行い、その後テニアン島へ帰った。
爆発の影響に関する第一人者として、ペニーは、核兵器の影響を評価するために1945年8月15日の日本の降伏に続いて広島と長崎に入った科学者と軍事アナリストのチームのメンバーだった。長崎ではアメリカの物理学者であるロバート・サーバーと被爆地を調査した。　二人は被爆地から採取した多数の被爆資料を持ち帰った。

### イギリスへ帰国
ペニーは1945年9月にアメリカからの民間便でイギリスに戻った。彼は広島と長崎から被爆遺物を持って帰り、超過手荷物として450ポンド（2021年の21,000ポンドに相当。日本円換算では約330万円）を請求された。1945年11月3日にジョーン・クエンネルと結婚した 。ペニーはインペリアル・カレッジに戻り、そこで広島と長崎に関するレポートを書いた。彼は、前者に投下された爆弾の収量はTNT10キロトン（42 TJ）であり、長崎爆弾の収量はTNT約30キロトン（130 TJ）であると推定した。彼は学業に戻りたいと思っていた。そして、彼はオックスフォード大学で数学の椅子を提供された。

## イギリスの核兵器計画
戦争の終わりに、当時、労働党首相のクレメント・アトリーであったイギリス政府は、1943年のケベック協定と1944年のハイドパーク協定（「ハイドパーク覚書」または「ハイドパーク合意」とも表記される）の条件のもとでイギリスの指導者は共同発見と見なした技術をアメリカは共有すると信じていた。1945年12月、アトリー首相はプルトニウムを生産するための原子炉の建設を命じ、イギリスの原子爆弾の要件を詳述するための報告をアメリカに要求した。ペニーはC.P.スノーからアプローチされ、イギリス ケント州のフォートハルステッドで兵器研究主任監督（CSAR、「シーザー」と呼ばれた）としてポストに就くように頼まれた。彼はCSARとして、あらゆる種類の兵器研究を担当した。
1946年、グローブスとアメリカ海軍の要請により、ペニーは米国に戻り、1946年7月にマーシャル諸島のビキニ環礁でクロスロード作戦（エイブル実験とベーカー実験）の爆風効果研究を担当した。彼は、2つの核爆発の影響に関する事後報告を書いた。爆弾が意図したターゲットを逃したために洗練されたテストゲージがエイブル（Able）実験で失敗した後、ガソリン缶から作られた単純なデバイスからの観測を使用して収量を決定することができたとき、彼の評判はさらに高まった。2番目のテストであるベイカー（Baker）実験は水中テストであり、ペニーに大きな感銘を与えた。彼は、イギリスの港湾都市の近くで原子爆弾が爆発した場合に起こりうる影響について推測した。
1946年8月のマクマーン法（マクマホン法とも表記される、1946年に制定された原子力法。）の成立により、イギリスはもはや米国の原子力研究へのアクセスを許可されないことが明らかになった。ペニーは米国を離れてイギリスに戻り、担当部署の中に核兵器部門をつくる計画を作成し、1946年11月に原子力の生産管理者であるイギリス空軍元帥ポータル卿に提出した。

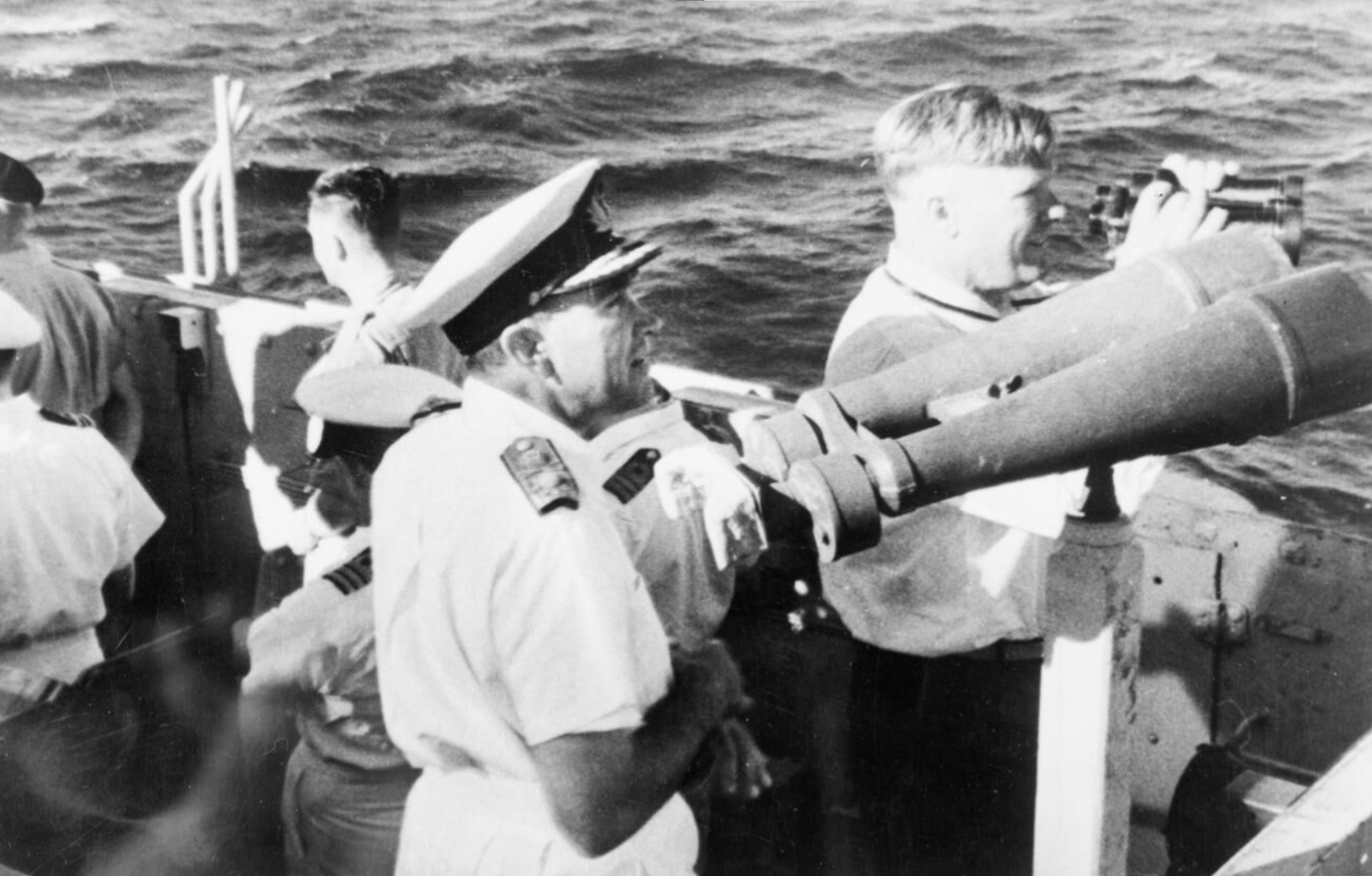
右側　ペニーはハリケーン作戦の爆発実験の閃光の後、立ち上るキノコ雲を見ている。彼と一緒にいるのは、機動部隊の司令官であるアーサー・デイヴィッド・トーレス少将。

1947年1月、ペニーはクロスロード実験に関するシンポジウムに出席するために米国に行った。国家間の原子力協力のほぼすべてが終了した中で、当事者間の連絡を絶やさないことが、彼の個人的な役割と考えられていた。彼は1947年2月末にイギリスに戻った。
アトリー政権は、イギリスがその大国の地位を維持するために原子爆弾を要求することを決定した 。外務大臣 アーネスト・ベヴィンの言葉を借りれば、
　どんな犠牲を払ってでも、これを手に入れなければならない...。その上で血に染まったユニオンジャックを掲げなければならない 。
公式には、イギリスの原子爆弾プロジェクトを進める決定は1947年1月になされた。政府はまた、ペニーを爆弾開発の取り組みを担当させるというポータル卿の提案を支持した 。このプロジェクトはウーリッジの王立兵器廠に拠点を置き、コードネームは「高性能爆薬研究（英語: High Explosive Research）」（HER）だった。1947年5月、ペニーは正式にHERプロジェクトの責任者に任命された。翌月、彼は開発されなければならない新技術に取り組むために科学者とエンジニアのチームを編成し始めた。彼はウーリッジの王立兵器廠にある図書館に彼の駆け出しのチームの34人の上級メンバーを集め、原子爆弾の作り方の原理について2時間の話をした。
1948年半ばまでに、ペニーが220人のスタッフを必要とするという最初の見積もりは的外れであり、500人近くが必要になることは明らかだった。これは、他のプロジェクトから人員を採用するだけでなく、いくつかを完全に廃棄することを意味した 。1948年10月、彼は安全、セキュリティ、経済性を理由に、HERのために新しい別のサイト(用地)を開発する要求を提出した。これは承認されたが、適切な場所を見つけるのにさらに6か月かかり、かつてイギリス空軍基地であったオルダーマストン空軍基地が選ばれた。
同時に、HERを軍需兵器研究機関（AWRE：Armaments Weapons Research Establishment）から分離することが決定された。その結果、核兵器と誘導ミサイルの両方の研究に専門知識が求められている人員をめぐる苦痛な官僚的な戦いが起こった。結局、AWREが望んでいた30人の主要人員のうち25人をHERが確保した。このサイトは1950年4月1日に引き継がれた。ペニーは高爆発性研究の主任監督（CSHER：Chief Superintendent High Explosive Research）になった。オルダーマストンでの作業の最初の段階は1951年12月に完了した。しかし、プルトニウム処理棟だけは1952年4月に引き渡された。この月に最初のプルトニウムがウィンズケールから到着する予定だった。1953年の建設のピーク時には、4,000人以上の人員が現場で働いていた。1952年10月3日、「ハリケーン作戦」というコードネームで、最初のイギリスの核兵器がオーストラリアの西海岸のモンテベロ諸島沖で爆発することに成功した。英は、原爆の独自開発に成功した。

## イギリスの水素爆弾
ハリケーン作戦は、オーストラリアでのイギリスの核兵器実験の最初のシリーズにすぎなかった。さらなるテストには陸上のサイトが必要だったため、ペニーはオーストラリアを訪れ、1953年のトーテム作戦（英語: Operation Totem）シリーズのために南オーストラリアのエミュー平原のサイトを選択した。エミュー平原は遠すぎることが判明したため、ペニーはマラリンガでよりアクセスしやすい場所を選択した。イギリスの水素爆弾を開発するという決定は、特定の科学的情報が緊急に必要であり、マラリンガがまだ準備ができていなかったことを意味したため、1956年にモンテベロ諸島で2回目の一連のテストであるモザイク作戦が実施された 。その後のバッファロー作戦の核実験は、1956年9月と10月にマラリンガで実施された。ペニーはトーテム作戦とバッファロー作戦の核実験を個人的に監督した。
ペニーはテストに関連する広報の問題を認識しており、オーストラリアのマスコミに明確なプレゼンテーションを行った。一連のテストの前に、駐オーストラリアのイギリス高等弁務官であったキャリントン卿は、ペニーの報道機関への出席について説明した。
「ウィリアム・ペニー卿はオーストラリアで非常にユニークな評判を確立した。彼の外見、彼の明白な誠実さと正直さ、そして彼が庭を掘ることを好むという一般的な印象　－　そして、 しかし、彼の仕事の本質的な性質のために – 彼をオーストラリアの目にはある程度の公人にした。」
イギリスは、大気圏内実験が条約によってまもなく非合法化される可能性があるように見えたため、メガトン級兵器を迅速に開発する必要性を感じた。その結果、イギリスは、法的禁止が実施される前にそれらを証明テストすることによって、メガトン級の武器を製造する能力を実証したいと考えた。ハロルド・マクミラン首相は、イギリスが熱核兵器(水爆)を製造する技術を持っていることを示すことで、イギリスとの情報共有を禁止するマクマーン法（マクマホン法）を変更するよう米国を説得することを望み、ペニーにこの爆弾の開発を担当させた。オレンジヘラルド爆弾が開発され、熱核爆弾として見送られたが、実際には核融合からエネルギーがほとんどないブースト核分裂兵器だった。報告がアメリカのオブザーバーをだました可能性は低い 。スプートニク危機と同時に行われたその後のイギリスの熱核兵器の開発の成功は、マクマーン法（マクマホン法）の改正と米国との核兵器に関する「特別な関係」の再確立につながった 。
1950年代後半、大気圏内核実験を中止するよう国内および国際的な圧力があった。ペニーは、1958年7月1日にジュネーブで開催された会議でイギリス代表団を率いた。マクミラン首相は1961年12月にバミューダで開催された会議の顧問としてペニーを連れて行き、マクミラン首相はジョン・F・ケネディ大統領と会談し、ナッソー協定を締結した。ペニーは軍備管理に関する政府の顧問としてとどまり、1963年7月にモスクワで部分的核実験禁止条約に至るまでの予備的な議論と署名に参加した 。原子力開発は、 供給省 (MoS)から新しく設立された英国原子力公社 (UKAEA)に移管された 。ペニーは1954年にUKAEA理事会のメンバーになり 、1957年のウィンズケール原子炉火災事故で公式調査の議長を務めた。ジョン・コッククロフト卿が1959年にケンブリッジのチャーチル・カレッジの学長になるために去ったとき、ペニーは科学研究のメンバーとして彼の後を継いだ。彼は1961年に副会長、1964年に会長になった 。UKAEAは、中央発電委員会（英語: Central Electricity Generating Board）(CEGB)との困難な協力関係を持っていた。ペニーの経営スタイルは、対立を避け、可能な限りコンセンサスを求めることであり、原子力産業におけるUKAEAの役割は助言的なものだった。彼は、先進ガス冷却炉を開発するというCEGBの1966年の決定を支持した。彼は、ドーンレイ（Dounreay）のプロトタイプ高速炉を進め、ケープンハーストのウラン濃縮プラントをアップグレードすることを決定した 。

## インペリアル・カレッジ
ペニーは1967年から1973年までインペリアル・カレッジ・ロンドンの学長を務めた。仕事は彼が予想していたよりもはるかに困難であり、個人的な研究をする時間はなかった。大学部門は1960年代に急速に拡大し、多くの人材難と財政難に対処した。彼が対処しなければならなかった教職員と学生の騒乱があった。ペニーは研究委員会に学生オブザーバーを置くことに同意し、大学教師協会との協定を仲介した。インペリアル・カレッジは現在、大学助成委員会の資金に直接アクセスでき、ロンドン大学に依存しなくなったが、資金は依然として逼迫していた。慎重な財務管理は、支出に対する収入の余剰を生み出した。大学は、彼に敬意を表して、1988年にサウスケンジントンキャンパスの中にウィリアム・ペニー研究所と名付けた施設を設けた 。彼は1976年から1982年までイギリスの構造安全常任委員会（SCOSS:　UK's Standing Committee on Structural Safety）の初代委員長を務めた。

## 栄誉と賞

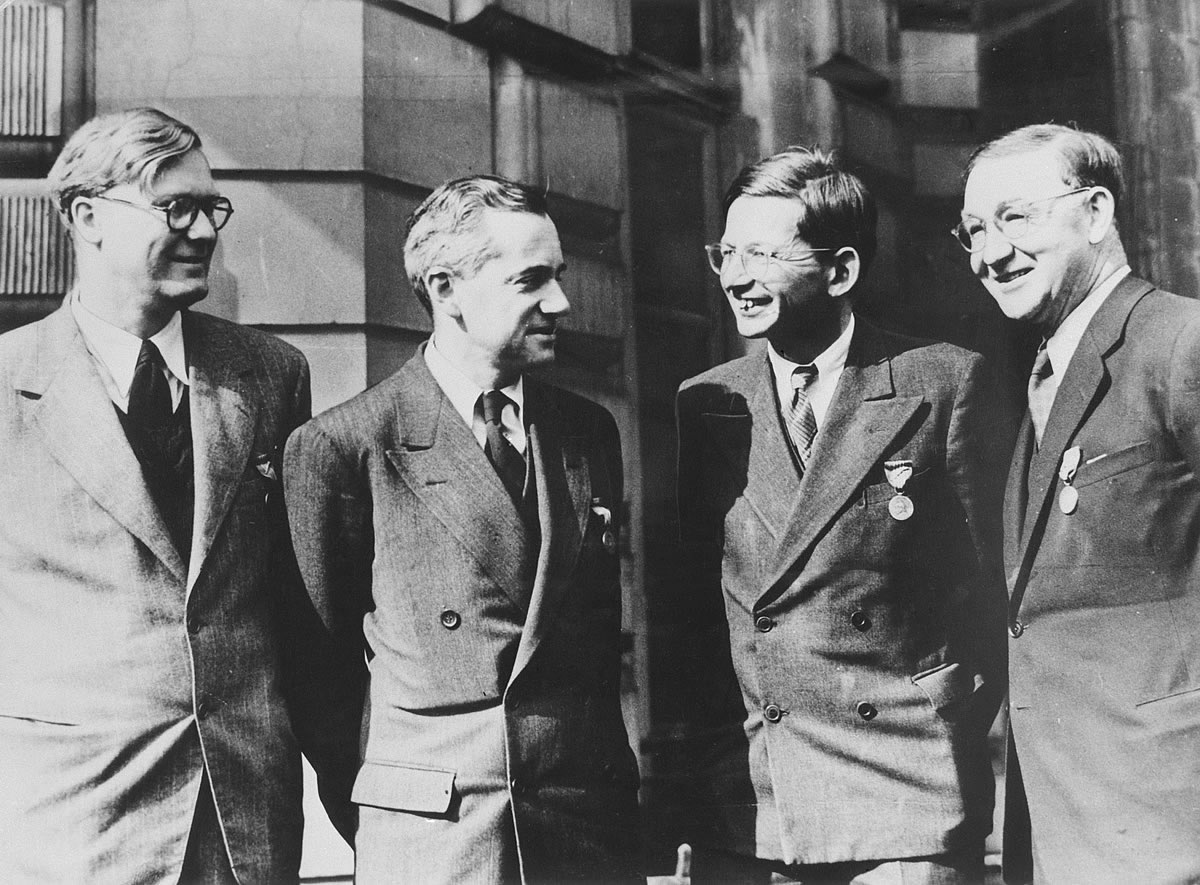
1946年にアメリカ自由勲章を授与された。左からペニー、オットー・ロベルト・フリッシュ、ルドルフ・パイエルス、ジョン・コッククロフト。

ペニーは1946年に王立協会フェローになった。彼は1956年から1960年までその会計係であり、1958年から1969年まで副会長を務めた 。彼は1962年に米国科学アカデミーの会員になり、1970年にエディンバラ王立協会のフェローになり 、そして1973年にアメリカ哲学協会の会員になった。彼は1967年にヴィルヘルム・エクスナー・メダルを受賞した。1969年に受賞した栄誉の中には、王立協会のランフォード・メダル、物理学研究所（The Institute of Physics）のリチャード・グレイズブルック・メダルと賞、イギリス土木学会のジェームズ・アルフレッド・ユーイングメダルがあり、翌年にはケルビン・ゴールド・メダルを授与された。彼は1956年にメルボルン大学、1957年にダラム大学、1959年にオックスフォード大学、1966年にバース大学、1970年にレディング大学から名誉学位を授与された 。アメリカへの貢献により、彼は1946年にアメリカ自由勲章 を授与された。ペニーは1946年に大英帝国勲章の将校に任命され、1952年に騎士団の騎士団長に昇進した 。彼は生涯の仲間（一代貴族）になり、1967年7月7日にバークシャー州のイーストヘンドレッドのペニー男爵（Baron Penney）の称号を受け取った。1969年にメリット勲章を授与された。一代貴族として、彼は貴族院に座る権利があったが、1967年から1973年の間に12回しか出席せず、1968年のローデシアに対する制裁、1969年の再分配法案の修正、1970年のイギリスの欧州共同体への加盟の3つの法案にのみ投票した。

## 死と遺産
後年、彼は自分の仕事について不安を認めたが、それは必要だと感じた。1985年にモンテベロ諸島とマラリンガでの核実験プログラムを調査するマクレランド王立委員会から積極的に質問されたとき、彼は12のテストのうち少なくとも1つに危険なレベルの放射性降下物があったことを認めた。しかし、彼は十分な注意が払われ、テストは当時の国際的に認められた安全基準に準拠していると主張した。ジム・マクレランドはペニーの見解を広く受け入れたが、反対の事例証拠がマスコミで広く報道された。マクレランドは、当時ボブ・ホーク政権（1983～1991）にあった、よりオーストラリアのナショナリストの見解を促進することにより、以前のオーストラリアとイギリスの政権での「悪役」も特定した。ペニーは証言者として、この疑惑の矢面に立たされ、彼の健康はその経験によってひどく影響を受けた。彼は1991年に癌と診断され、1991年3月3日にイーストヘンドレッドの自宅で亡くなった。享年81歳だった。彼は死ぬ前に個人的な書類を焼却処分した。
ニューヨーク・タイムズのペニーの死亡記事では、彼は「イギリスの爆弾の父」として認められた。ガーディアンは彼をその「導きの光」と表現し、彼の科学的および行政的リーダーシップは、その成功したタイムリーな創造において重要であると言われた。 キリスィマスィ島（クリスマス島）で最初のイギリスの水素爆弾を爆発させたチームの彼のリーダーシップは、1958年に「アメリカ・イギリス相互防衛協定」によりイギリスとアメリカの間の核技術の交換を回復するのに尽力し 、彼は1963年の「部分的核実験禁止条約」につながった交渉で主導的な役割を果たしたと信じられた。周期ポテンシャルにおける電子の挙動に関する彼の「クローニッヒ・ペニーのモデル」は、今日でも固体物理学で教えられ、使用されており、また、バンドギャップの起源を説明するために使用されている。